# Calvaire de Lurou
Le calvaire de Lurou est un calvaire situé en France sur la commune de Saint-Pal-de-Chalencon, dans la région Auvergne-Rhône-Alpes.

## Localisation
Le calvaire est situé dans le département français de la Haute-Loire, sur la commune de Saint-Pal-de-Chalencon, dans l'ancienne région administrative d'Auvergne.

## Historique
La croix, datée du XVIe siècle, est protégée par un auvent à charpente, soutenu par un mur plein, un pilier émergeant du sol, et un autre ressemblant à un mur d'appui en loggia.

## Description
Les piliers, parmi lesquels le plus important intègre un bénitier, adoptent une forme prismatique. Le Christ est encadré par deux anges, tandis que les Saintes Femmes s'inclinent en adoration à ses pieds. La Vierge est représentée, soutenue par un personnage à la chevelure abondante. Au revers de la croix, une représentation de la Vierge à l'Enfant est présente, avec sa robe tenue par des anges,.

## Protection
L'oratoire et croix-calvaire de Boisset-Haut est inscrit au titre des monuments historiques par arrêté du 16 novembre 1949.